# Marcel Grifnée
Marcel Grifnée (* 7. Dezember 1947 in Chauneux (Provinz Lüttich)) ist ein ehemaliger belgischer Radrennfahrer und nationaler Meister im Radsport.

## Sportliche Laufbahn
Grifnée war im Straßenradsport aktiv. Er war Teilnehmer der Olympischen Sommerspiele 1968 in Mexiko-Stadt. Im Mannschaftszeitfahren kam Belgien mit Michel Coulon, Frans Mintjens, Marcel Grifnée und Englebert Opdebeeck auf den 20. Platz. 1967 siegte er im Eintagesrennen Romsée–Stavelot–Romsée.
1968 gewann er die nationale Meisterschaft im Mannschaftszeitfahren. Mit der Nationalmannschaft bestritt er mehrere Wettbewerbe im Mannschaftszeitfahren. 1969 siegte er in der Rundfahrt durch die belgische Provinz Luxemburg auf zwei Tagesabschnitten. 
In der Internationalen Friedensfahrt 1969 schied er aus. In der Tour de la Province de Liège wurde er Dritter. Grifnée blieb in seiner Laufbahn immer Amateur.